# 3D 스톱모션 게임
3D 스톱모션 게임이란 스톱모션 기법으로 개발된 입체형식게임이다. 3D 스톱모션 게임은 스톱모션 기법으로 만들어 3D의 시각효과를 제공하는 게임의 유형을 말한다.